# Янчевецький Григорій Андрійович
Григорій Андрійович Янчевецький (1846—1903) — вчитель, мовознавець, перекладач, редактор, видавець.
Родом з родини волинських священиків. Випускник Імператорського університету Святого Володимира. Батько письменника Василя Григоровича Яна (Янчевецького), творчість якого присвячена історії Великого Євразійського Степу, зокрема періоду Великого Війська Степового.
Викладав у колегії Павла Ґалаґана, багато подорожував по Греції, перекладав давньогрецьких поетів і істориків.
Від 1 липня 1886 року до 1890 року був директором Ревельської Олександрівської гімназії.